# Werner Liebrich
Werner Liebrich (* 18. Januar 1927 in Kaiserslautern; † 20. März 1995 ebenda) war ein deutscher Fußballspieler, Trainer und Fußballweltmeister von 1954. Mit 336 Ligaeinsätzen ist der Stopper im damaligen WM-System der Rekordspieler des 1. FC Kaiserslautern in der Fußball-Oberliga Südwest.

## Fußballkarriere

### Spielerlaufbahn im Verein, bis 1962
Sein Heimatverein war der 1. FC Kaiserslautern, für den er ab 1938 als Jugendlicher aktiv war. Erstmals in der Kriegsrunde 1943/44 lief er in der 1. Mannschaft von Kaiserslautern, welche in der Gauliga Westmark eingereiht war, auf. 1951 und 1953 wurde er mit dem FCK Deutscher Meister. Nach Ende des Zweiten Weltkriegs zählten die Liebrich-Brüder Ernst und Werner, Torjäger Werner Baßler und Verteidiger Werner Kohlmeyer zu den Männern der ersten Stunde, um die herum der am 28. Oktober 1945 aus der Gefangenschaft zurückgekehrte Nationalspieler Fritz Walter als Spielertrainer eine neue Mannschaft aufbaute. Ab der ersten Runde 1945/46 gehörte Werner der Stammbesetzung der späteren „Walter-Elf“ an. In diesen Jahren gehörten auch „Grumbeerspiele“ gegen Vereine auf dem Land gegen begehrte Naturalien wie Kartoffeln, Kraut, Tabak und Kohle zum festen Programm. Mit dem Team um Spielmacher Fritz Walter zog der jüngere Liebrich-Bruder am 8. August 1948 in Köln in das erste Endspiel nach Ende des Zweiten Weltkriegs um die deutsche Fußballmeisterschaft ein. Mit dem vier Jahre älteren Bruder Ernst und Heinz Klee bildete er dabei im damals üblichen WM-System bei der 1:2-Niederlage gegen den 1. FC Nürnberg die Läuferreihe der Walter-Elf. Im Jahr danach, 1948/49, gewann er in der Endrunde mit dem FCK das Spiel um Platz 3 mit 2:1 Toren gegen Kickers Offenbach. In der Endrunde 1949/50 scheiterten Liebrich und Kollegen in der Zwischenrunde am späteren Deutschen Meister VfB Stuttgart. Nach den Erfolgen 1951 und 1953 gehörte er auch noch den Lauterer Teams an, die 1954 und 1955 jeweils das Finale gegen Hannover 96 beziehungsweise Rot-Weiss Essen verloren haben. Von 1948 bis 1958 hat der Stopper und Mittelläufer für den FCK in der Endrunde um die deutsche Meisterschaft 44 Spiele (1 Tor) absolviert. In der damals erstklassigen Fußball-Oberliga Südwest feierte er mit Kaiserslautern von 1948 bis 1957 neun Meisterschaften, lediglich 1952 unterbrochen durch den 1. FC Saarbrücken. Statistisch werden für den kopfballstarken Organisator der Lauterer Defensive 336 Oberligaeinsätze mit 28 Toren von 1945 bis 1962 festgehalten.
Seinen letzten überregionalen Auftritt mit dem FCK hatte er als 34-jähriger Senior im DFB-Pokal des Jahres 1960/61. Er führte den neuen FCK durch Erfolge gegen Heider SV (2:0), Tasmania 1900 Berlin (2:1 n. V.) und im Halbfinale mit einem 2:1-Auswärtserfolg bei Hamborn 07 in das Finale. Dies fand am 13. September 1961, an einem Mittwochabend unter Flutlicht, in der Schalker Glückauf-Kampfbahn gegen den SV Werder Bremen statt. Werder, trainiert von Georg Knöpfle und im Mittelfeld angeführt von Dirigent Willi Schröder, gewann das Spiel mit 2:0 Toren.
In der Oberliga Südwest datiert sein letzter Oberligaeinsatz für den FCK vom 25. März 1962 bei einer 0:2-Auswärtsniederlage beim FK Pirmasens. Kaiserslautern belegte den vierten Rang und Liebrich hatte nochmals in 20 Ligaeinsätzen (1 Tor) mitgewirkt. Sein tatsächlich letztes Pflichtspiel absolvierte er am 1. Juli 1962 während der Inter-Toto-Runde beim Rückspiel gegen die ungarische Elf des SC Tatabánya. Danach beendete er seine aktive Spielerlaufbahn.
Die Stärken des Lauterer Abwehrdirigenten waren seine Disziplin, überlegtes Spiel, Pässe in den freien Raum und wuchtige Kopfbälle. Wenn dem FCK eine Niederlage drohte, gab er mit seinen Vorstößen das Signal zur Aufholjagd. Er interpretierte in seine Rolle als „Stopper“ mehr hinein als seine Vorgänger. Man kann vielleicht sagen, dass er so etwas wie ein Vorgänger des späteren „Libero“ war. In der Zweikampfführung war seine Spezialität, das nahezu perfekte seitliche Hineingrätschen in den Gegner.

### Nationalmannschaft, 1951 bis 1956

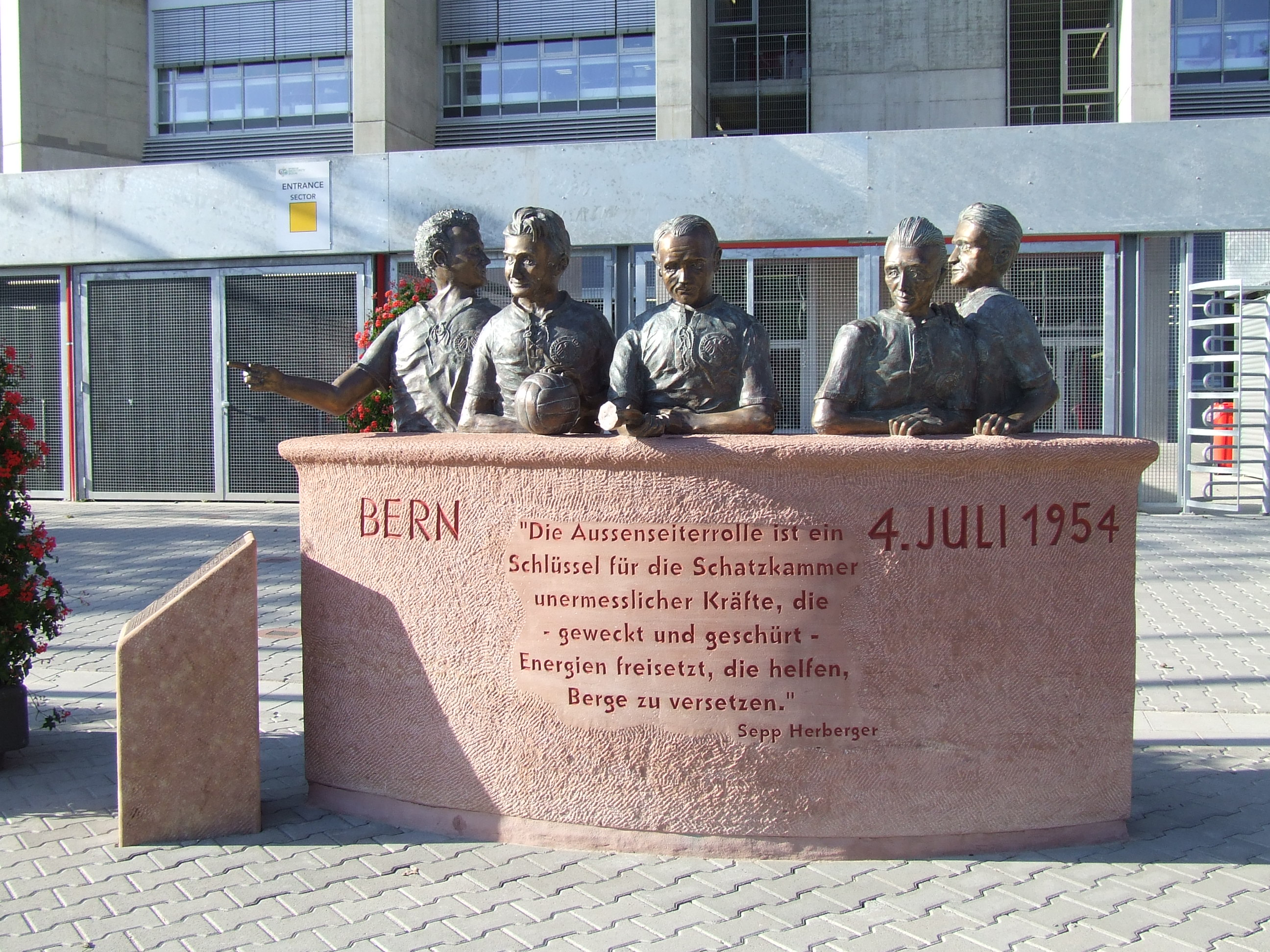
Die fünf Kaiserslauterer WM-Helden von Bern in Bronze vor dem Fritz-Walter-Stadion in Kaiserslautern. Von links nach rechts: Werner Liebrich, Fritz Walter, Werner Kohlmeyer, Horst Eckel und Ottmar Walter

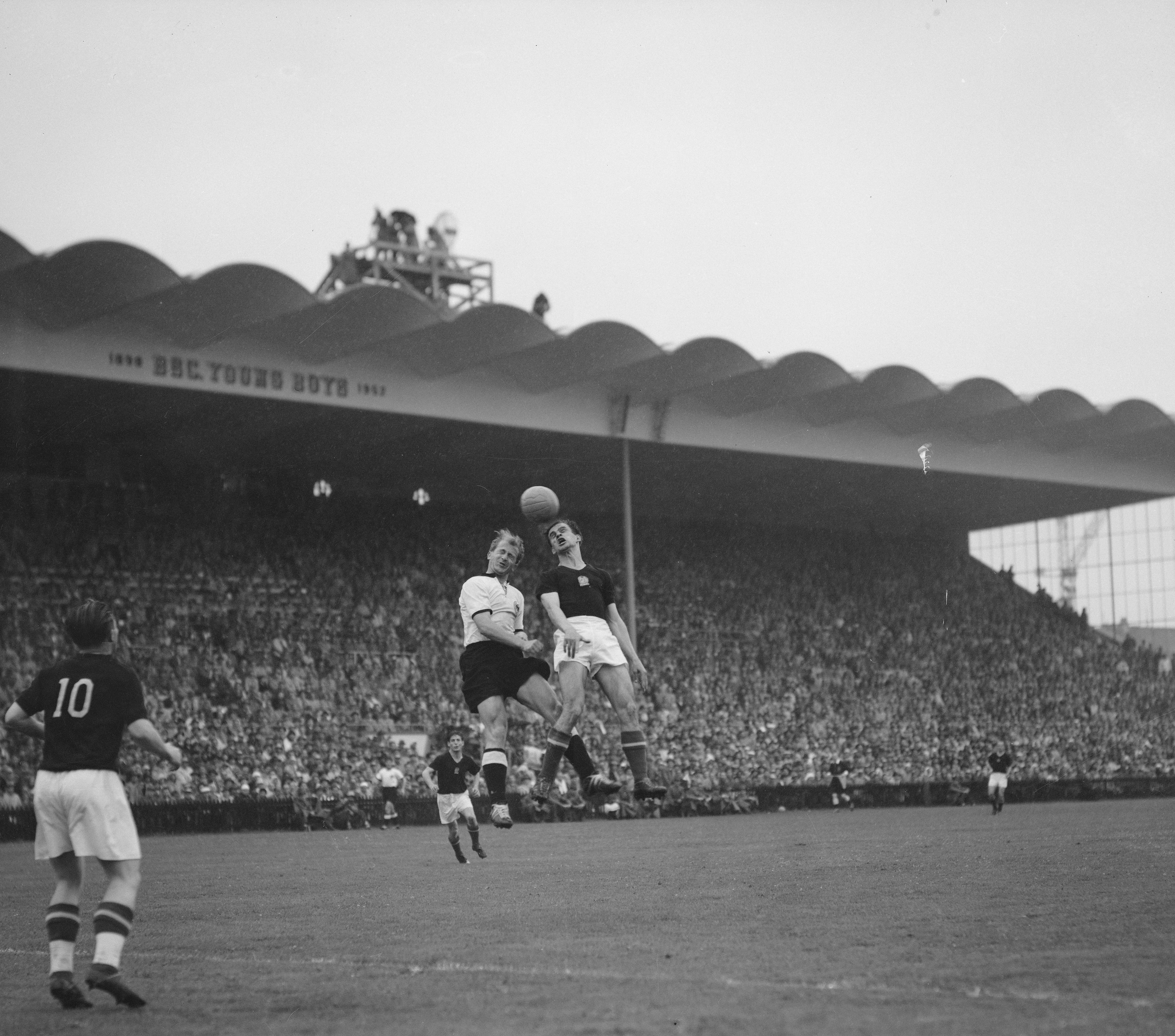
22. Spielminute in WM-Finale 1954: Werner Liebrich im Kopfballduell mit Sándor Kocsis

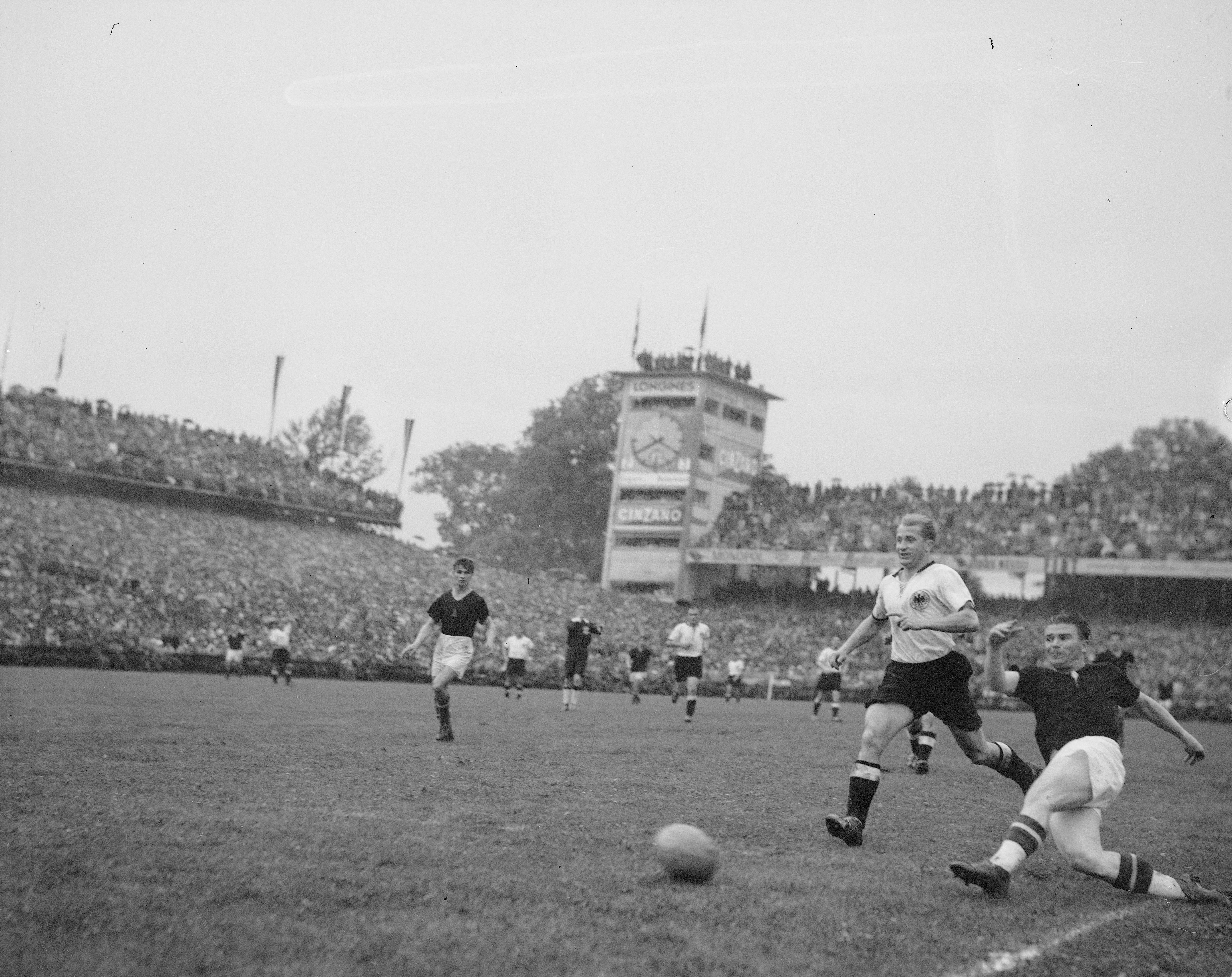
86. Spielminute im WM-Finale 1954: Werner Liebrich (rechts, im weißen Trikot) gegen Ferenc Puskás, der zum Schuss kommt.

Er spielte als Mittelläufer von 1951 bis 1956 16 Partien für Deutschland. Neben Fritz und Ottmar Walter, Werner Kohlmeyer und Horst Eckel war Liebrich einer der fünf Spieler des 1. FCK, die 1954 das Wunder von Bern schafften und mit der deutschen Fußballnationalmannschaft Fußballweltmeister in der Schweiz wurden, siehe auch Deutschland bei der WM 1954 in der Schweiz.
Der Lauterer Stopper gehörte nicht zur DFB-Elf, die am 22. November 1950 in Stuttgart mit einem 1:0-Erfolg die Länderspielgeschichte nach Ende des Zweiten Weltkriegs wieder eröffnete. Zwar nahm er am Vorbereitungslehrgang im schwäbischen Murrhardt teil, wurde jedoch knapp zehn Tage vorher von einem Gericht in Kaiserslautern wegen Körperverletzung verurteilt. Daraufhin wurde er von Bundestrainer Sepp Herberger sowohl vom Lehrgang als auch dem Länderspiel ausgeladen, stattdessen fand der Nürnberger Gunther Baumann Berücksichtigung. Sein Debüt fand schließlich am 17. Juni 1951 in Berlin beim Länderspiel gegen die Türkei statt. Er spielte bei der 1:2-Heimniederlage Mittelläufer und wurde assistiert von den zwei Außenläufern Jupp Posipal und Hans Haferkamp. Herberger setzte in der Folgezeit aber auf den Hamburger Posipal als Abwehrchef und Liebrich kam vor dem WM-Turnier 1954 in der Schweiz lediglich noch zu zwei weiteren Länderspielberufungen: Am 5. Oktober 1952 in Paris gegen Frankreich (1:3) und am 28. März 1954 in Saarbrücken beim WM-Qualifikationsspiel gegen das Saarland (3:1).
Während der Weltmeisterschaft in der Schweiz lief der Lauterer Stopper zu bestechender Form auf. Bereits im Viertelfinalspiel in Genf gegen Jugoslawien zeigte er eine herausragende Leistung. Beim 2:0-Erfolg gegen die Daueroffensive der plavi mit deren international geachteten Angreifern Miloš Milutinović, Rajko Mitić, Stjepan Bobek, Bernard Vukas und Branko Zebec wurde er von Bundestrainer Herberger als „Fels der Abwehr“ gelobt. Er wuchs von Spiel zu Spiel an seinen Aufgaben und gehörte im Finale zu den Besten. Nicht nur durch sein starkes Kopfballspiel war er der „Fels in der Brandung.“ Nach dem Endspiel wurde er von Sportjournalisten zum „Stopper des Turniers“ gewählt.
Die Zweikampfszene von Liebrich im Vorrundenspiel am 20. Juni in Basel bei der 3:8-Niederlage gegen den WM-Favoriten Ungarn, durch die Ferenc Puskás anschließend bis zum Finale verletzt ausfiel, beschreibt Fritz Walter in seinem Buch 3:2 mit den Worten: „Werner schliddert in ein Dribbling von Puskas. Mit dem Oberkörper wirft er den Ungarn um, der das Pech hat, beim Sturz mit dem vollen Körpergewicht auf seinen umgeknickten Knöchel zu fallen. Liebrich hat Puskas, das muss ausdrücklich festgestellt werden, nicht durch einen regelwidrigen Schlag oder gar durch einen absichtlichen Tritt verletzt. Dass er die Folgen seines harten Remplers mehr als jeder andere bedauert, ist ganz selbstverständlich.“ Horst Eckel hält zu dem Zweikampf fest: „Fritz und Werner kamen herein (in die Umkleidekabine nach der 3:8-Niederlage). Werner hatte Puskas unabsichtlich gefoult, so dass dieser das Spielfeld hatte verlassen müssen, also waren die beiden nach dem Spiel in die ungarische Kabine gegangen, um sich zu entschuldigen.“
Im Buch Die Geschichte der Fußball-Nationalmannschaft ist dagegen eine eindeutig negative Aussage aus der Zeitschrift Die Welt zu Liebrichs Foul festgehalten: „Ohne Notwendigkeit rächte er sich an Puskas. Er rächte sich einfach dafür, dass dieser großartige Spieler der bessere Mann war. Diesen Liebrich sollte man nie wieder in eine Nationalelf stellen.“ In späteren Jahren gab es aber freundschaftliche Begegnungen der ehemaligen Konkurrenten der Weltmeisterschaft 1954; unter anderem fand im Juni 1994 in Baden-Baden ein Klassentreffen aller fünf ungarischen und acht deutschen Überlebenden von Bern statt.
Im Magazin 11 Freunde wurde zur Erinnerung an seinen 95. Geburtstag im Artikel Der Friedenspanzer vom 18. Januar 2022 unter anderem auch über den Zweikampf Liebrich/Puskas ausführlich berichtet und festgehalten, dass es überhaupt keine Grätsche gewesen war. Es wird ausgeführt, heutige Aufnahmen würden zeigen, dass sich Puskas im Mittelkreis in der eigenen Hälfte befand, als er steil geschickt wurde. Liebrich deckte ihn recht eng, wurde aber vom schnellen Antritt des Ungarn überrascht. Er versuchte dem Gegner mit dem linken Fuß den Ball wegzuspitzeln, doch er kam zu spät. Es wäre zwar möglich, dass Liebrich dabei den Knöchel des Ungarn traf, aber es sieht eher aus wie ein banales Beinstellen. Vielleicht verletzte sich Puskas, wie zum Beispiel Helmut Rahn immer sagte, also wirklich erst durch den Sturz. 
Eine überragende Leistung wie in der Schweiz lieferte Liebrich am 1. Dezember 1954 in London im mit 100.000 Zuschauern gefüllten Wembley-Stadion bei einer 1:3-Niederlage gegen England ab. Er stoppte nicht nur auf Seiten des Gastgebers Mittelstürmer Ronnie Allen, sondern half andauernd dem auf der linken Verteidigerposition gegen Stanley Matthews überforderten Kohlmeyer aus. Bundestrainer Herberger würdigte seine Leistung anschließend mit den Worten: „Werner, der Wimpel der Engländer gehört ihnen.“ Sein 16. Länderspiel am 21. November 1956 in Frankfurt gegen die Schweiz, wurde zu seinem letzten Auftritt in der Nationalmannschaft. Nicht nur wegen der 1:3-Niederlage war es ein Tiefpunkt der DFB-Elf. Als der Titelverteidiger 1958 in Schweden antrat, gehörte der WM-Stopper von 1954 nicht mehr dem Kader an; Herbert Erhardt aus Fürth nahm jetzt seinen Platz ein.

### Trainer
Von Februar 1965 bis Saisonende 1964/65 trainierte er als Interimstrainer den 1. FC Kaiserslautern und belegte mit ihm in der Bundesliga den 13. Tabellenplatz. Liebrich hatte nach der 1:3-Heimniederlage am 20. Februar 1965 gegen Borussia Dortmund vom vormaligen Cheftrainer Günter Brocker das Traineramt der Betzenbergelf mit Spielern wie Gerd Schneider, Helmut Kapitulski, Willy Reitgaßl und Winfried Richter übernommen. Am letzten Rundenspieltag sicherte sich der FCK mit einem 2:1-Auswärtserfolg bei Eintracht Frankfurt den Klassenerhalt. Zur Saison 1965/66 übergab er die Bundesligaelf an seinen Nachfolger Gyula Lóránt. 1971 übernahm er die Trainingsleitung bei den FCK-Amateuren.

## Leben
Liebrich entstammte einer Arbeiterfamilie und sein Vater Ernst Karl war Stuckateur und von den Nationalsozialisten verfolgter Kommunist. Seit dem 28. Oktober 1933 saß er in Untersuchungshaft und wurde zu einem Jahr und zehn Monate Gefängnis verurteilt. Die gegen die Brüder Ernst Karl und Alois Liebrich ergangenen Urteile wurden 1949 und 1950 aufgehoben. Nach der Verhaftung des Vaters lebten die zwei Söhne Ernst und Werner mit ihrer Mutter in größter Armut und waren auf die Hilfe von Verwandten und Bekannten angewiesen. Noch schlimmer war, dass sie wie „Geächtete“ behandelt wurden. Die Liebrichs sind die einzige FCK-Familie, in der sich mit Vater Liebrich ein Clubmitglied nachweislich dem politischen Widerstand gegen die NS-Diktatur zurechnen lässt.
Werner Liebrich wurde 1944/45 zu Schanzarbeiten an den Westwall kommandiert; sein älterer Bruder Ernst rückte 1942/43 zur Marine ein. Nach Ende des Zweiten Weltkriegs war Werner bis 1956 verbeamteter Postbeamter und betrieb später eine Toto-Lotto-Annahmestelle in der Eisenbahnstraße in Kaiserslautern. Agierte er auf dem Spielfeld mitunter als Heißsporn, wird ihm daneben die Charaktereigenschaft eines ausgeprägten Gerechtigkeitssinnes zugeschrieben, womit er selbst Bundestrainer Herberger zur Weißglut treiben konnte. Er hatte einen trockenen, zum Sarkasmus neigenden Humor.
Liebrich, der „Fahrer“ oder „der Rote“ (pfälzisch: „de Rod“) gerufen wurde, starb am 20. März 1995 nach einer Herzoperation. Zehn Jahre nach seinem Tod wurde nach ihm eine Straße im FCK-Nachwuchszentrum auf dem Fröhnerhof benannt.

## Sonstiges
Im Spielfilm Das Wunder von Bern wird Liebrich von Andreas Bath dargestellt.